# Liste der Naturschutzgebiete im Liberecký kraj

Lage des Liberecký kraj in Tschechien

Die Liste der Naturschutzgebiete im Liberecký kraj umfasst kleinflächige geschützte Gebiete in der Region Liberec, Tschechien. Aufgenommen sind alle offiziell ausgewiesenen Naturreservate und Naturdenkmäler nach dem „Gesetz zum Schutz der Natur und der Landschaft 114/1992“ (Stand Juli 2008).
Für eine Gesamtübersicht siehe die Liste der Naturschutzgebiete in Tschechien.

## Nationale Naturreservate
In der Region Liberec gibt es folgende 8 Nationale Naturreservate (NNR) mit einer Gesamtfläche von 2706 ha:
| Name                  | Gründung | Größe [ha] | Lage                                                                                  | Beschreibung | Ansicht |
| --------------------- | -------- | ---------- | ------------------------------------------------------------------------------------- | --- | ------- |
| Břehyně-Pecopala      | 1933     | 981,16     | Česká Lípa: Doksy, Ralsko                                                             | Feuchtgebiet und Mittelgebirgslandschaft im Kummergebirge |         |
| Jezevčí vrch          | 1967     | 80         | Česká Lípa: Mařenice; Liberec: Jablonné v Podještědí                                  | Berg „Dachsberg“ im Lausitzer Gebirge |         |
| Jizerskohorské bučiny | 1999     | 950,92     | Liberec: Bílý Potok, Frýdlant, Hejnice, Lázně Libverda, Oldřichov v Hájích, Raspenava | Buchenwald im Isergebirge |         |
| Karlovské bučiny      | 1972     | 43,78      | Liberec: Liberec                                                                      | Buchenwald am Ještěd |         |
| Novozámecký rybník    | 1933     | 348        | Česká Lípa: Jestřebí, Zahrádky                                                        | Teich und Vogelschutzgebiet am Rand der Daubaer Schweiz |         |
| Rašeliniště Jizerky   | 1960     | 112,21     | Jablonec nad Nisou: Kořenov                                                           | Hochmoor an der Jizerka |         |
| Rašeliniště Jizery    | 1960     | 189,11     | Jablonec nad Nisou: Kořenov; Liberec: Bílý Potok, Lázně Libverda                      | Hochmoor am Oberlauf der Iser |         |
| Velký a Malý Bezděz   | 1949     | 29,06      | Česká Lípa: Bezděz                                                                    | Neuberg (603 m ü. NN) und Bösig (578 m ü. NN) als zwei asymmetrische Phonolithkuppen mit Glazialrelikten waldfreier Gipfelgesellschaften sowie natürlichen Misch- und Laubwäldern auf Gesteinsschutthalden |         |

## Naturreservate
In der Region Liberec gibt es folgende 35 Naturreservate (NR) mit einer Gesamtfläche von 1830 ha:
| Name                              | Gründung | Größe [ha] | Lage                                                                                          | Beschreibung | Ansicht |
| --------------------------------- | -------- | ---------- | --------------------------------------------------------------------------------------------- | ------------ | ------- |
| Apolena                           | 1998     | 18,3       | Semily: Troskovice                                                                            |              |         |
| Bažantník                         | 1998     | 14         | Semily: Karlovice                                                                             |              |         |
| Bučiny u Rakous                   | 1995     | 24,64      | Jablonec nad Nisou: Koberovy; Semily: Rakousy                                                 |              |         |
| Bukovec                           | 1960     | 56,87      | Jablonec nad Nisou: Kořenov                                                                   |              |         |
| Černá hora                        | 1960     | 70,73      | Jablonec nad Nisou: Bedřichov; Liberec: Hejnice                                               |              |         |
| Černá jezírka                     | 1960     | 57,76      | Jablonec nad Nisou: Kořenov; Liberec: Bílý Potok                                              |              |         |
| Dlouhá hora                       | 1973     | 13,45      | Liberec: Bílý Kostel nad Nisou, Chrastava                                                     |              |         |
| Hamrštejn                         | 1973     | 27,67      | Liberec: Kryštofovo Údolí, Liberec                                                            |              |         |
| Hradčanské rybníky                | 1933     | 144,65     | Česká Lípa: Ralsko                                                                            |              |         |
| Hruboskalsko                      | 1998     | 219,2      | Semily: Hrubá Skála, Kacanovy, Karlovice, Turnov                                              |              |         |
| Jedlový důl                       | 1992     | 12,59      | Jablonec nad Nisou: Albrechtice v Jizerských horách, Josefův Důl                              |              |         |
| Klečové louky                     | 1960     | 5,33       | Liberec: Hejnice                                                                              |              |         |
| Klíč                              | 1967     | 39,98      | Česká Lípa: Nový Bor, Svor                                                                    |              |         |
| Klikvová louka                    | 1992     | 13,39      | Jablonec nad Nisou: Bedřichov                                                                 |              |         |
| Klokočské skály                   | 1985     | 228,13     | Semily: Klokočí, Mírová pod Kozákovem                                                         |              |         |
| Kokořínský důl                    | 1953     | 2096,97    | Česká Lípa: Blatce; Mělník: Dobřeň, Kanina, Kokořín, Mšeno, Nebužely, Nosálov, Střemy, Vysoká |              |         |
| Kostelecké bory                   | 2003     | 55,13      | Česká Lípa: Tuhaň                                                                             |              |         |
| Křížový vrch                      | 1996     | 10,49      | Liberec: Frýdlant                                                                             |              |         |
| Malá Strana                       | 1994     | 28,45      | Jablonec nad Nisou: Lučany nad Nisou                                                          |              |         |
| Meandry Smědé                     | 1998     | 137        | Liberec: Černousy, Višňová                                                                    |              |         |
| Mokřady horní Liběchovky          | 1996     | 75,12      | Česká Lípa: Blatce, Dubá; Mělník: Dobřeň                                                      |              |         |
| Na čihadle                        | 1960     | 4,08       | Liberec: Hejnice                                                                              |              |         |
| Na hranicích                      | 1953     | 3,82       | Semily: Turnov                                                                                |              |         |
| Nová louka                        | 1960     | 31,69      | Jablonec nad Nisou: Bedřichov                                                                 |              |         |
| Podtrosecká údolí                 | 1999     | 143,04     | Jičín: Libošovice, Mladějov; Semily: Hrubá Skála, Troskovice, Vyskeř                          |              |         |
| Prales Jizera                     | 1960     | 92,44      | Liberec: Hejnice                                                                              |              |         |
| Ptačí kupy                        | 1960     | 13,36      | Liberec: Hejnice                                                                              |              |         |
| Ralsko                            | 1933     | 18,15      | Česká Lípa: Noviny pod Ralskem, Ralsko                                                        |              |         |
| Rybí loučky                       | 1965     | 21,51      | Jablonec nad Nisou: Kořenov                                                                   |              |         |
| Slunečný dvůr                     | 1955     | 3,68       | Česká Lípa: Doksy, Jestřebí u České Lípy                                                      |              |         |
| Údolí Jizery u Semil a Bítouchova | 1951     | 39,28      | Semily: Chuchelna, Semily                                                                     |              |         |
| Údolí Vošmendy                    | 1997     | 13,14      | Semily: Bozkov, Roztoky u Semil                                                               |              |         |
| Vápenný vrch                      | 1999     | 15,65      | Liberec: Raspenava                                                                            |              |         |
| Velký Vápenný                     | 1973     | 24,5       | Liberec: Bílý Kostel nad Nisou, Rynoltice                                                     |              |         |
| Vlhošť                            | 1998     | 81,99      | Česká Lípa: Blíževedly, Dubá                                                                  |              |         |

## Nationale Naturdenkmäler
In der Region Liberec gibt es folgende 8 Nationale Naturdenkmale (NND) mit einer Gesamtfläche von 320 ha:
| Name                         | Gründung | Größe [ha] | Lage                                                 | Beschreibung                                                    | Ansicht |
| ---------------------------- | -------- | ---------- | ---------------------------------------------------- | --------------------------------------------------------------- | ------- |
| Bozkovské dolomitové jeskyně | 1999     | 5,54       | Semily: Bozkov                                       | Dolomithöhlen im Vorland des Riesengebirges                     |         |
| Čertova zeď                  | 1948     | 20         | Liberec: Český Dub, Osečná                           | Basaltmauer südlich des Jeschkengebirges                        |         |
| Kozákov                      | 1985     | 162,83     | Semily: Mírová pod Kozákovem, Radostná pod Kozákovem | Erhebung (744 m n.m.) im Böhmischen Paradies                    |         |
| Panská skála                 | 1933     | 1,26       | Česká Lípa: Kamenický Šenov                          | Basalterhebung (597 m n.m.) im Böhmischen Mittelgebirge         |         |
| Peklo                        | 1967     | 43,73      | Česká Lípa: Kvítkov, Sosnová, Zahrádky               | Tal des Robečský potok (Robitzbach)                             |         |
| Strážník                     | 1963     | 1,89       | Semily: Peřimov                                      | Erhebung (610 m n.m.) im Böhmischen Paradies, Fundort von Quarz |         |
| Suché skály                  | 1956     | 23         | Jablonec nad Nisou: Koberovy                         | Felsen im Böhmischen Paradies                                   |         |
| Swamp                        | 1973     | 1,45       | Česká Lípa: Doksy                                    | Feuchtgebiet am Máchovo jezero                                  |         |

## Naturdenkmäler
In der Region Liberec gibt es folgende 64 Naturdenkmale (ND) mit einer Gesamtfläche von 1269 ha:
| Name                              | Gründung | Größe [ha] | Lage                                                    | Beschreibung                                                      | Ansicht |
| --------------------------------- | -------- | ---------- | ------------------------------------------------------- | ----------------------------------------------------------------- | ------- |
| Anenské údolí                     | 1985     | 1,05       | Semily: Harrachov                                       |                                                                   |         |
| Bílá skála                        | 1997     | 0,63       | Liberec: Horní Řasnice                                  |                                                                   |         |
| Bílé kameny                       | 1955     | 0,66       | Liberec: Rynoltice                                      |                                                                   |         |
| Bobří soutěska                    | 1968     | 0,81       | Česká Lípa: Žandov; Děčín: Verneřice                    |                                                                   |         |
| Borecké skály                     | 1985     | 29,64      | Semily: Hrubá Skála, Rovensko pod Troskami              |                                                                   |         |
| Brazilka                          | 2002     | 8,89       | Česká Lípa: Mařenice                                    |                                                                   |         |
| Černý důl                         | 2000     | 1,71       | Česká Lípa: Blatce                                      |                                                                   |         |
| Deštenské pastviny                | 2003     | 2,34       | Česká Lípa: Dubá                                        |                                                                   |         |
| Děvín, Ostrý a Schachtstein       | 1996     | 33,72      | Česká Lípa: Hamr na Jezeře                              |                                                                   |         |
| Divadlo                           | 1996     | 2,45       | Česká Lípa: Hamr na Jezeře                              |                                                                   |         |
| Dutý kámen                        | 1963     | 6,63       | Česká Lípa: Cvikov, Kunratice u Cvikova                 |                                                                   |         |
| Farská louka                      | 1949     | 0,22       | Česká Lípa: Slunečná                                    |                                                                   |         |
| Fojtecký mokřad                   | 2003     | 1,54       | Liberec: Mníšek                                         |                                                                   |         |
| Galerie                           | 1990     | 5,54       | Semily: Semily                                          |                                                                   |         |
| Hadí kopec                        | 2002     | 1,78       | Liberec: Krásný Les, Raspenava                          |                                                                   |         |
| Husa                              | 1991     | 3,95       | Česká Lípa: Tuhaň                                       |                                                                   |         |
| Jezírko pod Táborem               | 1996     | 0,29       | Semily: Lomnice nad Popelkou                            |                                                                   |         |
| Jindřichovský mokřad              | 2003     | 3,95       | Jablonec nad Nisou: Lučany nad Nisou                    |                                                                   |         |
| Kamenný vrch                      | 1991     | 30,11      | Liberec: Horní Řasnice                                  |                                                                   |         |
| Kamenný vrch u Křenova            | 1991     | 0,39       | Česká Lípa: Dubá                                        | Erhebung mit verwitterten Sandsteinblöcken in der Daubaer Schweiz |         |
| Kaňon potoka Kolné                | 1991     | 5,42       | Česká Lípa: Stvolínky                                   |                                                                   |         |
| Klečoviště na Smrku               | 1995     | 0,83       | Liberec: Lázně Libverda                                 |                                                                   |         |
| Kodešova skála                    | 1997     | 0,11       | Liberec: Heřmanice                                      |                                                                   |         |
| Konvalinkový vrch                 | 1954     | 3,53       | Česká Lípa: Doksy, Jestřebí                             |                                                                   |         |
| Kovářův mlýn                      | 1990     | 0,23       | Semily: Košťálov                                        |                                                                   |         |
| Libuňka                           | 1990     | 3,8        | Semily: Hrubá Skála, Ktová                              |                                                                   |         |
| Lukášov                           | 1948     | 2,85       | Jablonec nad Nisou: Jablonec nad Nisou                  |                                                                   |         |
| Malý a Velký Jelení vrch          | 1996     | 7,91       | Česká Lípa: Ralsko                                      | Zwei Erhebungen (474 und 513 m n.m.) in der Ralská pahorkatina    |         |
| Martinské stěny                   | 2002     | 3,18       | Česká Lípa: Dubá                                        |                                                                   |         |
| Naděje                            | 1966     | 0,3        | Česká Lípa: Cvikov                                      |                                                                   |         |
| Na kneipě                         | 1965     | 0,44       | Liberec: Hejnice                                        |                                                                   |         |
| Na Vápenici                       | 2008     | 7,88       | Jablonec nad Nisou: Koberovy, Železný Brod              |                                                                   |         |
| Nístějka                          | 1996     | 2,68       | Semily: Vysoké nad Jizerou                              |                                                                   |         |
| Okřešické louky                   | 2008     | 2,47       | Česká Lípa: Česká Lípa                                  |                                                                   |         |
| Ondříkovický pseudokrasový systém | 1965     | 0,86       | Jablonec nad Nisou: Frýdštejn                           |                                                                   |         |
| Osinalické bučiny                 | 2002     | 7,51       | Česká Lípa: Dubá                                        |                                                                   |         |
| Panský lom                        | 2005     | 1,65       | Liberec: Liberec                                        |                                                                   |         |
| Pod Dračí skálou                  | 1967     | 0,8        | Liberec: Mníšek                                         |                                                                   |         |
| Pod Hvězdou                       | 2001     | 1,87       | Česká Lípa: Blíževedly                                  |                                                                   |         |
| Pod Smrkem                        | 1976     | 1,68       | Liberec: Nové Město pod Smrkem                          |                                                                   |         |
| Prameny Pšovky                    | 1995     | 8,77       | Česká Lípa: Blatce                                      |                                                                   |         |
| Provodínské kameny                | 1965     | 2,32       | Česká Lípa: Provodín                                    |                                                                   |         |
| Pustý zámek                       | 1956     | 2,03       | Česká Lípa: Prysk                                       |                                                                   |         |
| Quarré                            | 2008     | 1,74       | Liberec: Bílý Potok                                     |                                                                   |         |
| Rádlo                             | 1989     | 3,24       | Jablonec nad Nisou: Rádlo                               |                                                                   |         |
| Rašeliniště Černého rybníka       | 1996     | 4,26       | Česká Lípa: Hamr na Jezeře, Stráž pod Ralskem           | Torfmoor in der Ralská pahorkatina                                |         |
| Rašeliniště Mařeničky             | 2004     | 5,83       | Česká Lípa: Mařenice                                    |                                                                   |         |
| Ronov                             | 1995     | 8,73       | Česká Lípa: Blíževedly                                  |                                                                   |         |
| Stohánek                          | 1996     | 0,26       | Česká Lípa: Ralsko                                      |                                                                   |         |
| Stříbrník                         | 1968     | 0,77       | Liberec: Křižany                                        |                                                                   |         |
| Stříbrný vrch                     | 2002     | 1,81       | Česká Lípa: Blíževedly                                  |                                                                   |         |
| Široký kámen                      | 1996     | 29,81      | Česká Lípa: Hamr na Jezeře                              |                                                                   |         |
| Tachovský vodopád                 | 2004     | 1,6        | Semily: Troskovice                                      |                                                                   |         |
| Terasy Ještědu                    | 1995     | 120,96     | Liberec: Kryštofovo Údolí, Liberec, Světlá pod Ještědem |                                                                   |         |
| Tichá říčka                       | 2008     | 3,97       | Jablonec nad Nisou: Janov nad Nisou                     |                                                                   |         |
| Burg Trosky                       | 1998     | 3,46       | Semily: Troskovice                                      |                                                                   |         |
| U posedu                          | 1965     | 1,16       | Liberec: Hejnice                                        |                                                                   |         |
| Vlčí louka                        | 1965     | 5,87       | Liberec: Hejnice                                        |                                                                   |         |
| Vranovské skály                   | 1990     | 17,92      | Česká Lípa: Noviny pod Ralskem                          |                                                                   |         |
| Vústra                            | 1996     | 2,24       | Semily: Olešnice                                        |                                                                   |         |
| Zásada pod školou                 | 1989     | 2,33       | Jablonec nad Nisou: Zásada                              |                                                                   |         |